# Herb gminy Trzeszczany
Herb gminy Trzeszczany – jeden z symboli gminy Trzeszczany, autorstwa Roberta Szydlika, ustanowiony 22 września 2016.

## Wygląd i symbolika
Herb przedstawia na tarczy w polu błękitnym trzy przeplatające się pierścienie srebrne w trójkąt, a pod nimi pół lwa złotego z takąż prawdą w łapach.